# Raszowiec
Raszowiec (niem. Ruschowietz lub Raschowietz) – część miasta Rybnika położona na południowy wschód od centrum miasta. Jej główną osią jest ulica Boguszowicka oraz częściowo Żorska. 
Raszowiec obecnie wraz z Ligotą i Kuźnią Ligocką tworzy dzielnicę Ligota-Ligocka Kuźnia.

## Obszar
Raszowiec graniczy z dzielnicami takimi jak :
- Boguszowice Stare
- Meksyk
- Gotartowice

Obszar Raszowca można uznać za jeden z najlepiej przygotowanych pod budowę domków jednorodzinnych w Rybniku.

## Komunikacja
W tej części miasta znajduje się kilka przystanków autobusowych obsługiwanych przez Komunikację Miejską Rybnik (KMR)

## Historia
Po raz pierwszy o istnieniu wsi „Raszowiec” napisano w księgach parafii św. Wawrzyńca w Boguszowicach w 1788 roku. Nazwa miejscowości prawdopodobnie pochodzi od ptaków nazywanych „raszkami”, lub od imienia pierwszego osadnika, „Raszki”.  Mieszkańcy Raszowca, trudnili się uprawą roli, hodowlą zwierząt i ryb w stawach, a także drobnym rzemiosłem i bartnictwem. Pracowali też na folwarku „Kałużowiec” w Ligocie lub w okolicznych kuźniach. Na Raszowcu znajdował się  młyn, cegielnia i sklep należący do rodziny Kurasz. 
15 października 1926, jako składowa gminy Ligota Rybnicka, Raszowiec został włączony do Rybnika.